# Pčinja (région)
Pour les articles homonymes, voir Pčinja.
La Pčinja (en serbe cyrillique : Пчиња) est une région située au sud-est de la Serbie. Elle doit son nom à la rivière Pčinja, un affluent gauche du Vardar.
La localité la plus importante de la région de la Pčinja est Trgovište, qui est le centre administratif d'une municipalité.